# Финснес
Фѝнснес (на норвежки: Finnsnes) е град в южната част на Северна Норвегия. Разположен е на брега на Норвежко море в северната част на фиорда Вогсфьор, фюлке Тромс. Главен административен център на община Ленвик. Има малко пристанище. Население 4145 жители според данни от преброяването през 2008 г.

## Личности
Родени
- Мария Хаукос Стуренг (р. 1979), поппевица